# Origny-Sainte-Benoite
Origny-Sainte-Benoite es una comuna francesa situada en el departamento de Aisne, en la región de Alta Francia.

## Demografía
| 2366 | 2341 | 2260 | 2145 | 1822 | 1769 | 1638 |
| Para los censos de 1962 a 1999 la población legal corresponde a la población sin duplicidades (Fuente: INSEE [Consultar]) |      |      |      |      |      |      |